# Municipio de Mixtla
El municipio de Mixtla (del nahuatl: mixtli, tla ‘nube, abundancia’‘Lugar de neblinas o lugar nebuloso’) es uno de los 217 municipios que conforman al estado mexicano de Puebla. Fue fundado en 1895 y su cabecera es la ciudad de San Francisco Mixtla.

## Geografía
El municipio está a una altitud promedio de 2080 m s. n. m. y abarca un área de 9.43 km², lo que lo convierte en uno de los municipios más pequeños del estado. Colinda al norte con el municipio de Tepeaca, al oeste con Tecali de Herrera y al este y al sur con el municipio de Santo Tomás Hueyotlipan.

### Hidrografía
Mixtla pertenece a la cuenca del río Tecolutla, dentro de la región hidrológica de Tuxpan-Nautla. El 56% del municipio se encuentra en la subcuenca del río Necaxa y el 44% restante en la subcuenca del río Laxaxalpan.

### Clima
el clima del municipio es templado subhúmedo con lluvias en verano. El rango de precipitación media anual es de 600 a 800 mm y el rango de temperatura promedio es de 16 a 18 grados celcius.

## Demografía
De acuerdo al último censo, realizado por el INEGI en 2010, la población total del municipio es de 2216 habitantes, lo que le confiere una densidad de población aproximada de 235 habitantes por kilómetro cuadrado.

### Localidades
En el municipio existen tres localidades, de las cuales la más poblada es la cabecera, San Francisco Mixtla.
| Código INEGI | Localidad            | Población (2010) | Altitud (m s. n. m.) | Categoría  |
| ------------ | -------------------- | ---------------- | -------------------- | ---------- |
| 210970001    | San Francisco Mixtla | 1444             | 2077                 | Pueblo     |
| 210970002    | San Simón Coatepec   | 794              | 2098                 | Pueblo     |
| 210970008    | Caciques             | 16               | 2128                 | Indefinida |

## Gobierno
El gobierno de Mixtla está compuesto por ocho regidores, un síndico y un presidente municipal, puesto que desempeña Cirilo Munguía Espindola para el periodo 2014-2018. Mixtla se encuentra en el IV Distrito Electoral Local y dentro del VII Distrito Electoral Federal ambos con sede en Tepeaca.